# Campeonato Panamericano de Balonmano Masculino Juvenil de 2014
El XI Campeonato Panamericano de Balonmano Masculino Juvenil de 2014 se disputó entre el 1 y el 5 de abril de 2014  en Buenos Aires, Argentina. y es organizado por la Federación Panamericana de Balonmano Este campeonato entregó una plazas para los Juegos Olímpicos de la Juventud 2014

## Grupo Único
| Equipo    | PTS | J | G | E | P | GF  | GC  | DG  |
| --------- | --- | - | - | - | - | --- | --- | --- |
| Brasil    | 10  | 5 | 5 | 0 | 0 | 162 | 94  | +68 |
| Argentina | 8   | 5 | 4 | 0 | 1 | 128 | 95  | +33 |
| Paraguay  | 4   | 5 | 2 | 0 | 3 | 104 | 132 | -28 |
| Venezuela | 4   | 5 | 2 | 0 | 3 | 132 | 148 | -16 |
| Uruguay   | 2   | 5 | 1 | 0 | 4 | 95  | 140 | -45 |
| Chile     | 2   | 5 | 1 | 0 | 4 | 111 | 123 | -12 |

### Resultados
| Fecha     | Hora  | Partido³  | Partido³ | Partido³  | Resultado |
| --------- | ----- | --------- | -------- | --------- | --------- |
| 1.04.2014 | 14:30 | Venezuela | -        | Uruguay   | 32-28     |
| 1.04.2014 | 14:30 | Brasil    | -        | Paraguay  | 36-13     |
| 1.04.2014 | 17:30 | Argentina | -        | Chile     | 25-18     |
| 2.04.2014 | 17:00 | Chile     | -        | Brasil    | 21-28     |
| 2.04.2014 | 17:00 | Argentina | -        | Uruguay   | 26-13     |
| 2.04.2014 | 19:00 | Paraguay  | -        | Venezuela | 26-25     |
| 3.04.2014 | 15:00 | Chile     | -        | Uruguay   | 19-20     |
| 3.04.2014 | 15:00 | Brasil    | -        | Venezuela | 36-25     |
| 3.04.2014 | 17:00 | Argentina | -        | Paraguay  | 26-18     |
| 4.04.2014 | 15:00 | Paraguay  | -        | Chile     | 23-28     |
| 4.04.2014 | 15:00 | Brasil    | -        | Uruguay   | 39-17     |
| 4.04.2014 | 17:00 | Venezuela | -        | Argentina | 23-33     |
| 5.04.2014 | 15:00 | Chile     | -        | Venezuela | 25-27     |
| 5.04.2014 | 17:00 | Argentina | -        | Brasil    | 18-23     |
| 5.04.2014 | 19:00 | Uruguay   | -        | Paraguay  | 17-24     |

| Brasil           |
| Campeón          |
| Brasil 4° título |

### Clasificación general
| Brasil       |
| Argentina    |
| Paraguay     |
| 4. Venezuela |
| 5. Uruguay   |
| 6. Chile     |

## Clasificados a Los Juegos Olímpicos de la Juventud 2014
| Bandera de Brasil |
| Brasil            |
| ----------------- |